# Apremont (Ardennes)
Pour les articles homonymes, voir Apremont.
Apremont, également appelée Apremont-sur-Aire, est une commune française, située dans le département des Ardennes en région Grand Est.

## Géographie
Ce village est dans le Vouzinois, la région autour de Vouziers. Il est au sud de Vouziers, vers l'Argonne, dans ce qui est appelé communément l'Argonne ardennaise (ayant donné son nom à la communauté de communes de l'Argonne Ardennaise, créée en 1997).
|                    | Chatel-Chéhéry         | Exermont       |
| Binarville (Marne) | Apremont               |                |
|                    | Montblainville (Meuse) | Baulny (Meuse) |

### Hydrographie
La commune est dans la région hydrographique « la Seine du confluent de l'Oise (inclus) à l'embouchure » au sein du bassin Seine-Normandie. Elle est drainée par l'Aire, le ruisseau des Bièvres, le ruisseau de la Fontaine aux Charmes, le ruisseau de Chaudron, le Fossé de Perlinchamp, la Croisette et l'Aire,.
L'Aire, d'une longueur de 125 km, prend sa source dans la commune de Saint-Aubin-sur-Aire, à 324 m d'altitude, et se jette  dans l'Aisne, en rive droite à Senuc, à 104 m d'altitude, après avoir traversé 36 communes. Elle traverse la commune dans sa partie est sur une longueur d'environ 2,3 km.

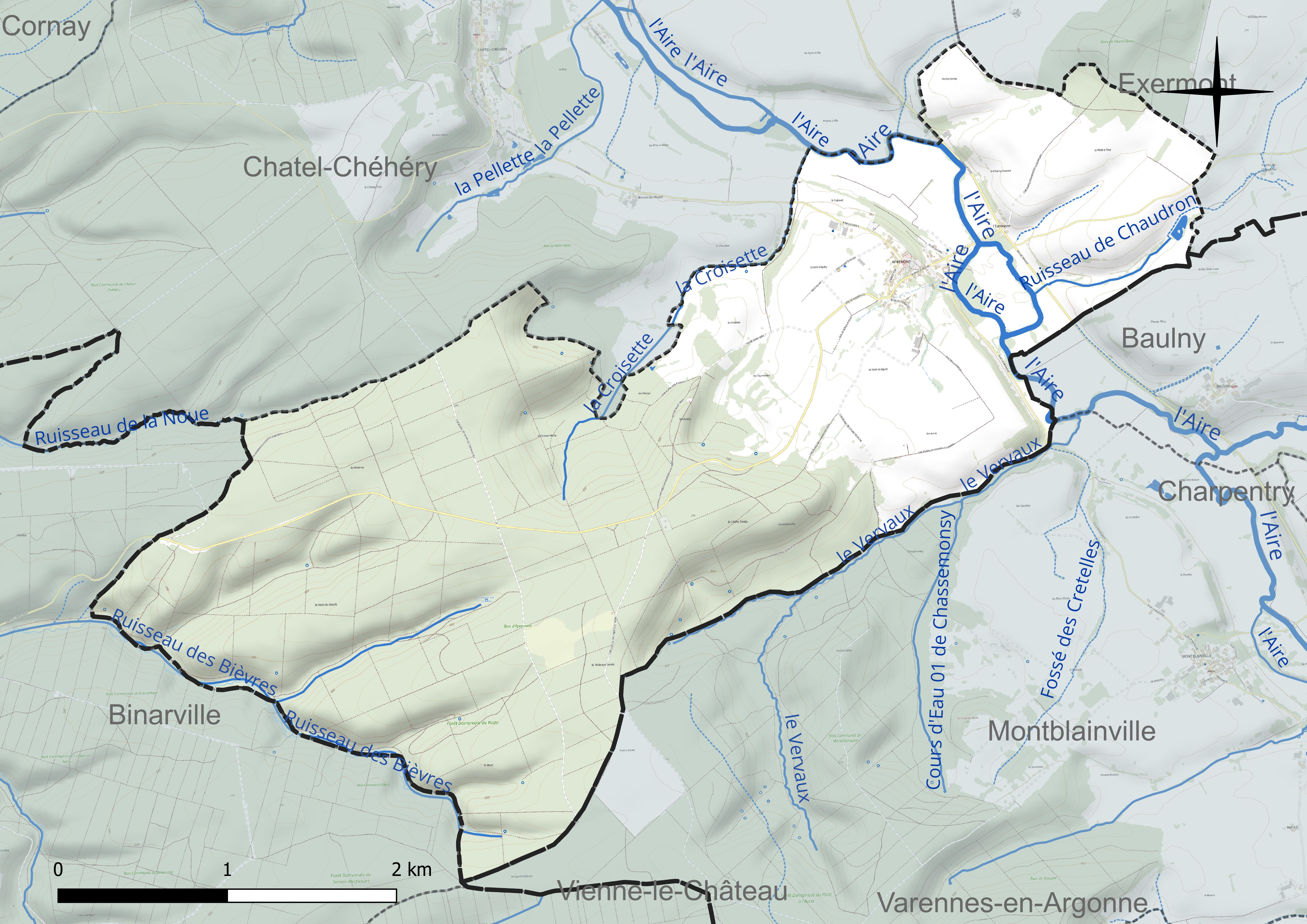
Réseaux hydrographique d'Apremont.

### Climat
Pour des articles plus généraux, voir Climat du Grand Est et Climat des Ardennes.
En 2010, le climat de la commune est de type climat de montagne, selon une étude du Centre national de la recherche scientifique s'appuyant sur une série de données couvrant la période 1971-2000. En 2020, Météo-France publie une typologie des climats de la France métropolitaine dans laquelle la commune est exposée à un climat océanique altéré et est dans une zone de transition entre les régions climatiques « Nord-est du bassin Parisien » et « Lorraine, plateau de Langres, Morvan ».
Pour la période 1971-2000, la température annuelle moyenne est de 10,3 °C, avec une amplitude thermique annuelle de 15,8 °C. Le cumul annuel moyen de précipitations est de 887 mm, avec 13,7 jours de précipitations en janvier et 9,3 jours en juillet. Pour la période 1991-2020, la température moyenne annuelle observée sur la station météorologique de Météo-France la plus proche, « Montcheutin_sapc », sur la commune de Montcheutin à 12 km à vol d'oiseau, est de 11,0 °C et le cumul annuel moyen de précipitations est de 721,9 mm. 
La température maximale relevée sur cette station est de 41,2 °C, atteinte le 25 juillet 2019 ; la température minimale est de −15,5 °C, atteinte le 20 décembre 2009,,.
Les paramètres climatiques de la commune ont été estimés pour le milieu du siècle (2041-2070) selon différents scénarios d'émission de gaz à effet de serre à partir des nouvelles projections climatiques de référence DRIAS-2020. Ils sont consultables sur un site dédié publié par Météo-France en novembre 2022.

## Urbanisme

### Typologie
Au 1er janvier 2024, Apremont est catégorisée commune rurale à habitat dispersé, selon la nouvelle grille communale de densité à 7 niveaux définie par l'Insee en 2022.
Elle est située hors unité urbaine et hors attraction des villes,.

### Occupation des sols
L'occupation des sols de la commune, telle qu'elle ressort de la base de données européenne d’occupation biophysique des sols Corine Land Cover (CLC), est marquée par l'importance des forêts et milieux semi-naturels (62,6 % en 2018), une proportion identique à celle de 1990 (62,6 %). La répartition détaillée en 2018 est la suivante : 
forêts (62,6 %), prairies (18,5 %), terres arables (12,5 %), zones agricoles hétérogènes (6,3 %). L'évolution de l’occupation des sols de la commune et de ses infrastructures peut être observée sur les différentes représentations cartographiques du territoire : la carte de Cassini (XVIIIe siècle), la carte d'état-major (1820-1866) et les cartes ou photos aériennes de l'IGN pour la période actuelle (1950 à aujourd'hui).

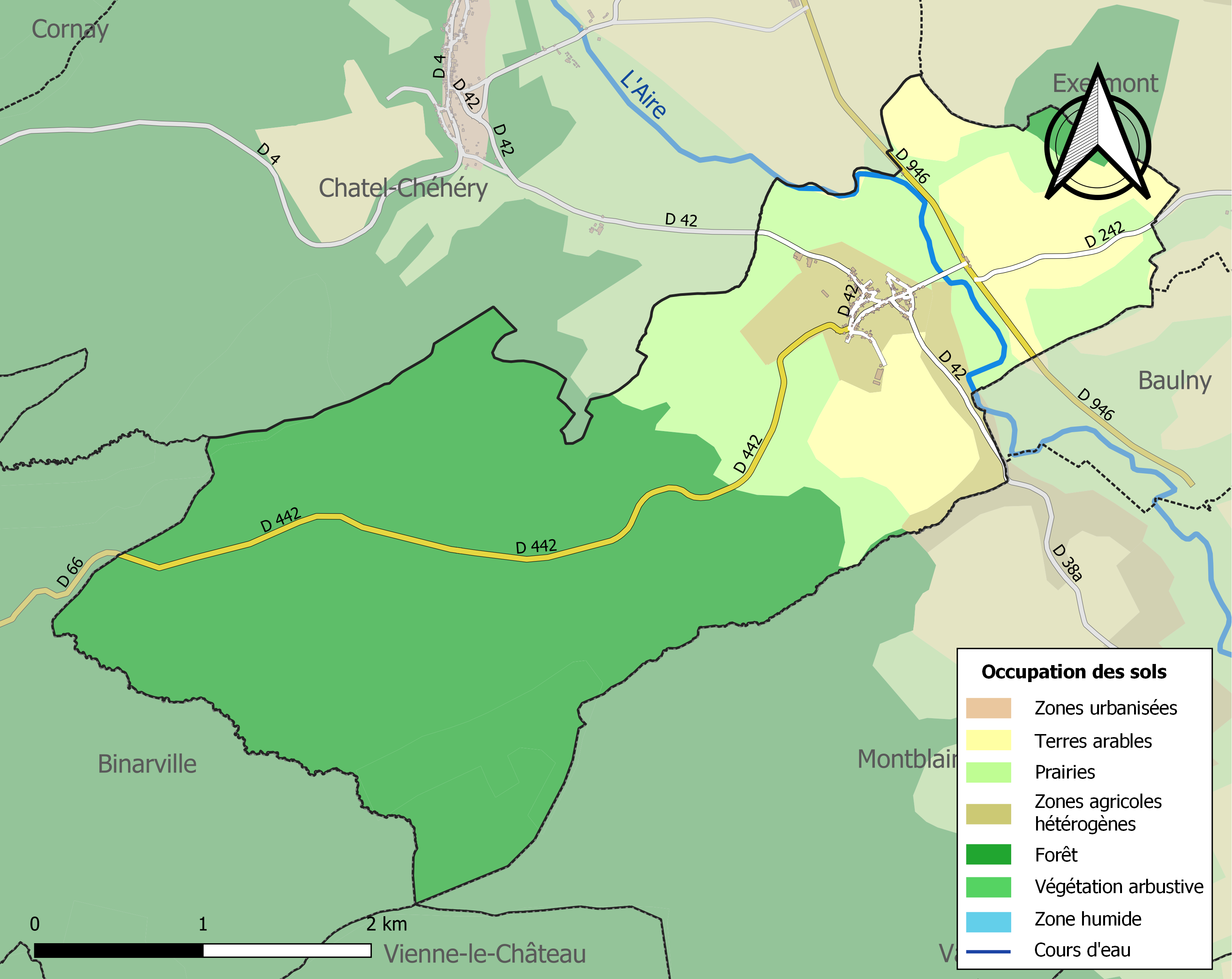
Carte des infrastructures et de l'occupation des sols de la commune en 2018 (CLC).

## Toponymie
Un travail ancien de Michel Roblin indique que les Apremont font partie des noms de grands domaines gallo-romains dont le radical est formé par un mot commun exprimant une idée de relief. Deux hypothèses sont possibles : à l’origine ce nom n’aurait pas caractérisé un lieu habité, mais seulement un quartier du domaine. S’il désigne aujourd’hui un lieu habité, cet habitat n’est pas originel. Dans l’autre cas, ce nom a désigné originellement un fundus.
Le village doit son nom à sa situation : il domine de 60 mètres la vallée de l'Aire.

## Histoire
Lors de la Grande guerre, Apremont accueille le camp Borissewald Lager, zone de repos de la deuxième division de landwer desservi par une voie de chemin de fer à voie étroite, dont une fouille approfondie a été réalisée par la D.R.A.C. Champagne-Ardenne.

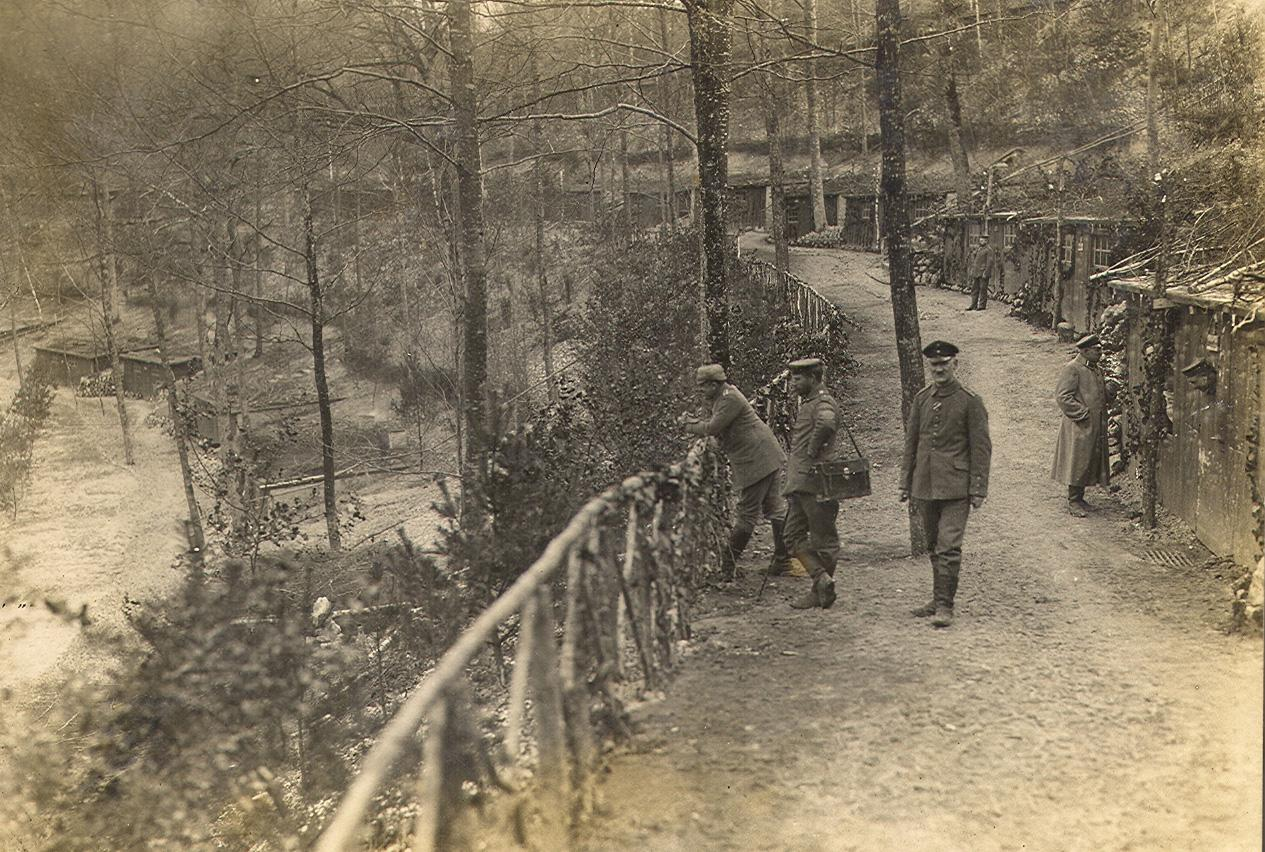
Borrisewald,
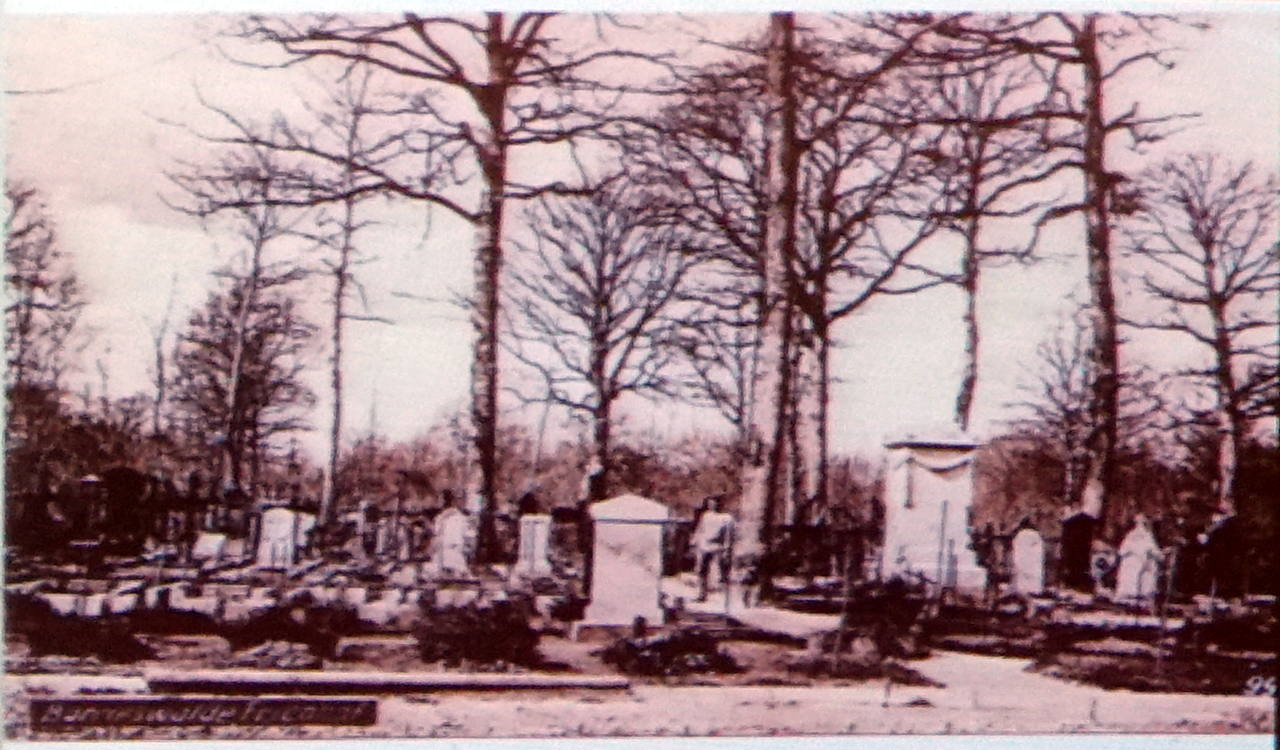
son cimetière,
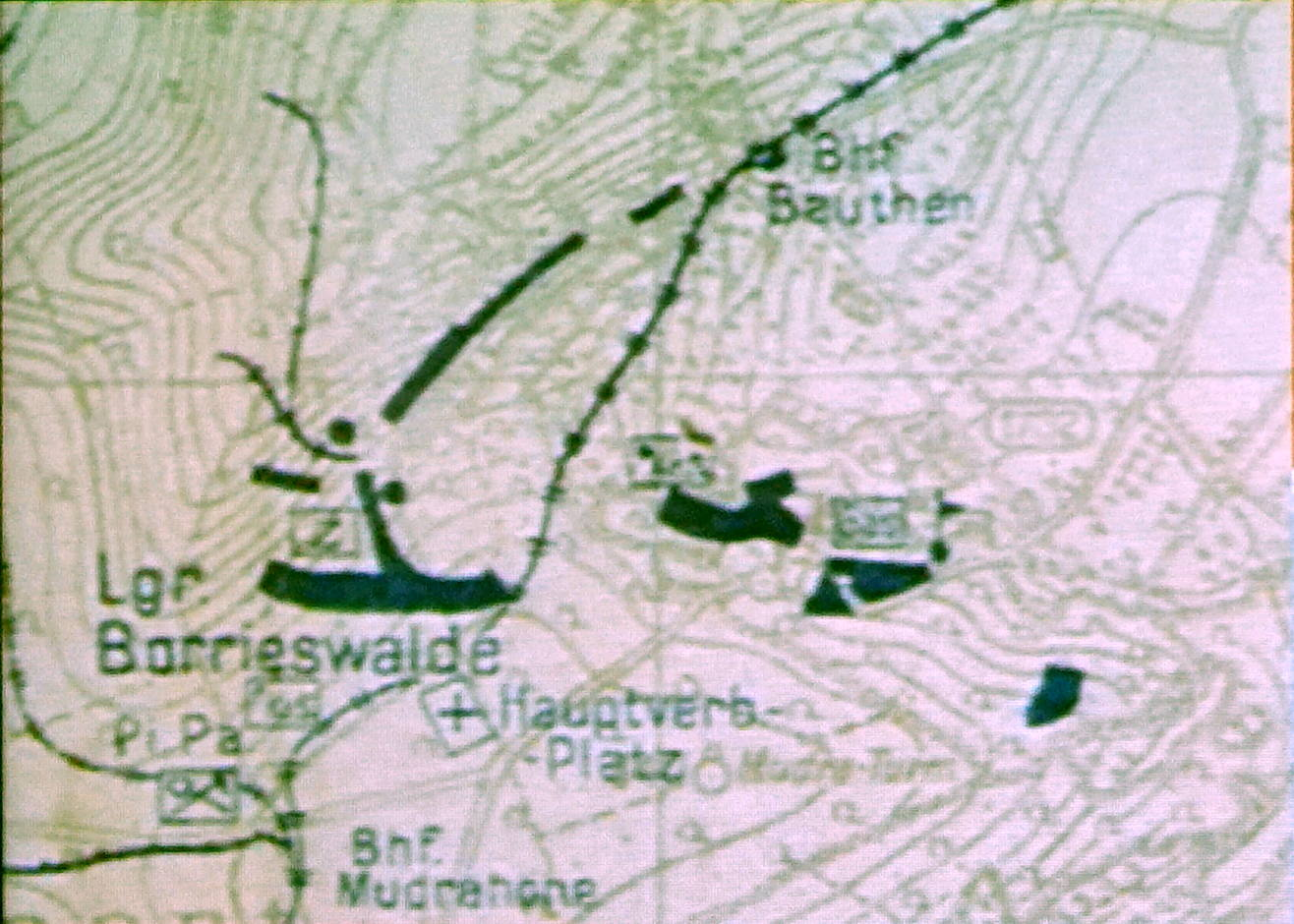
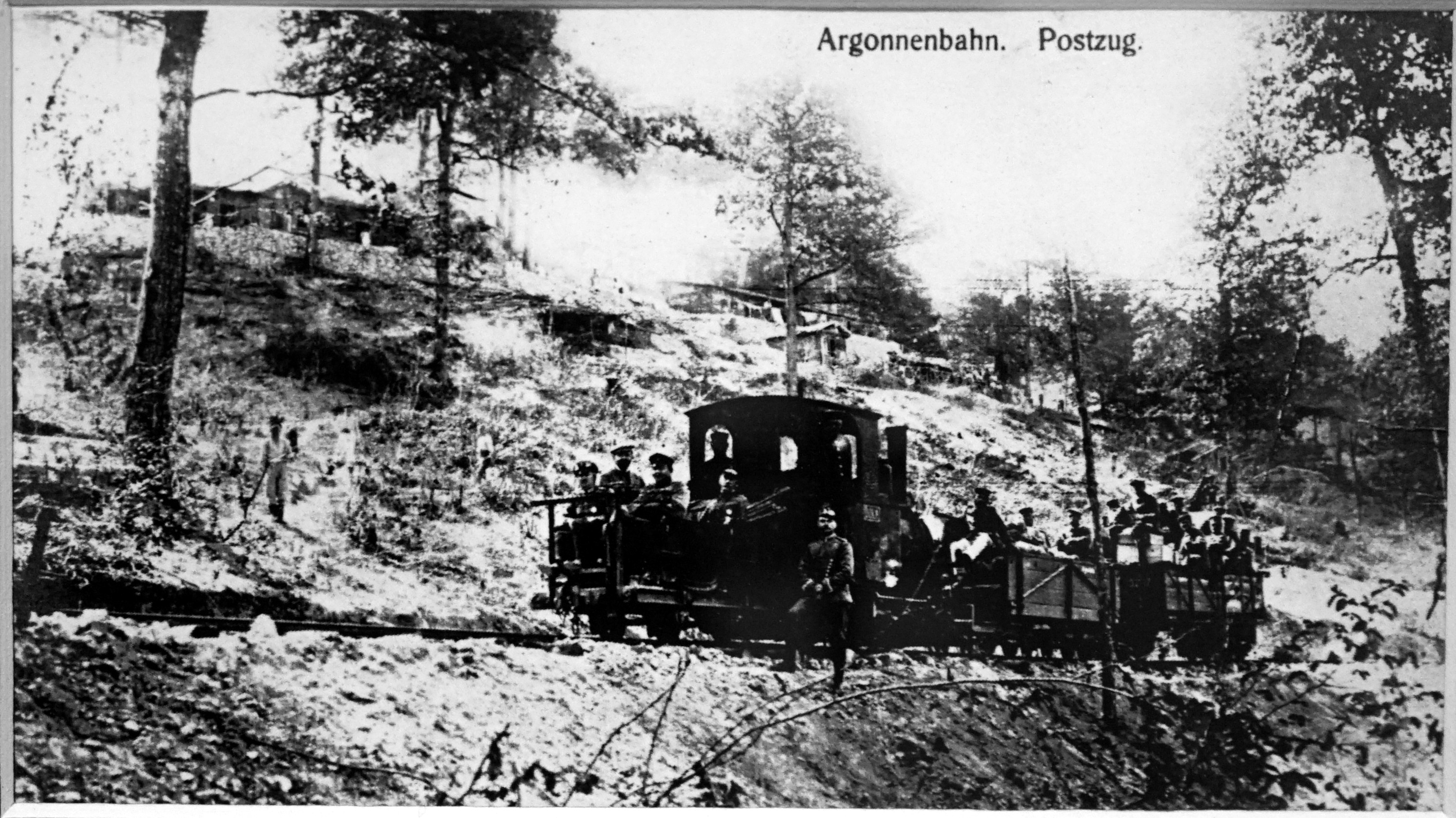
avec sa voie de chemin de fer,
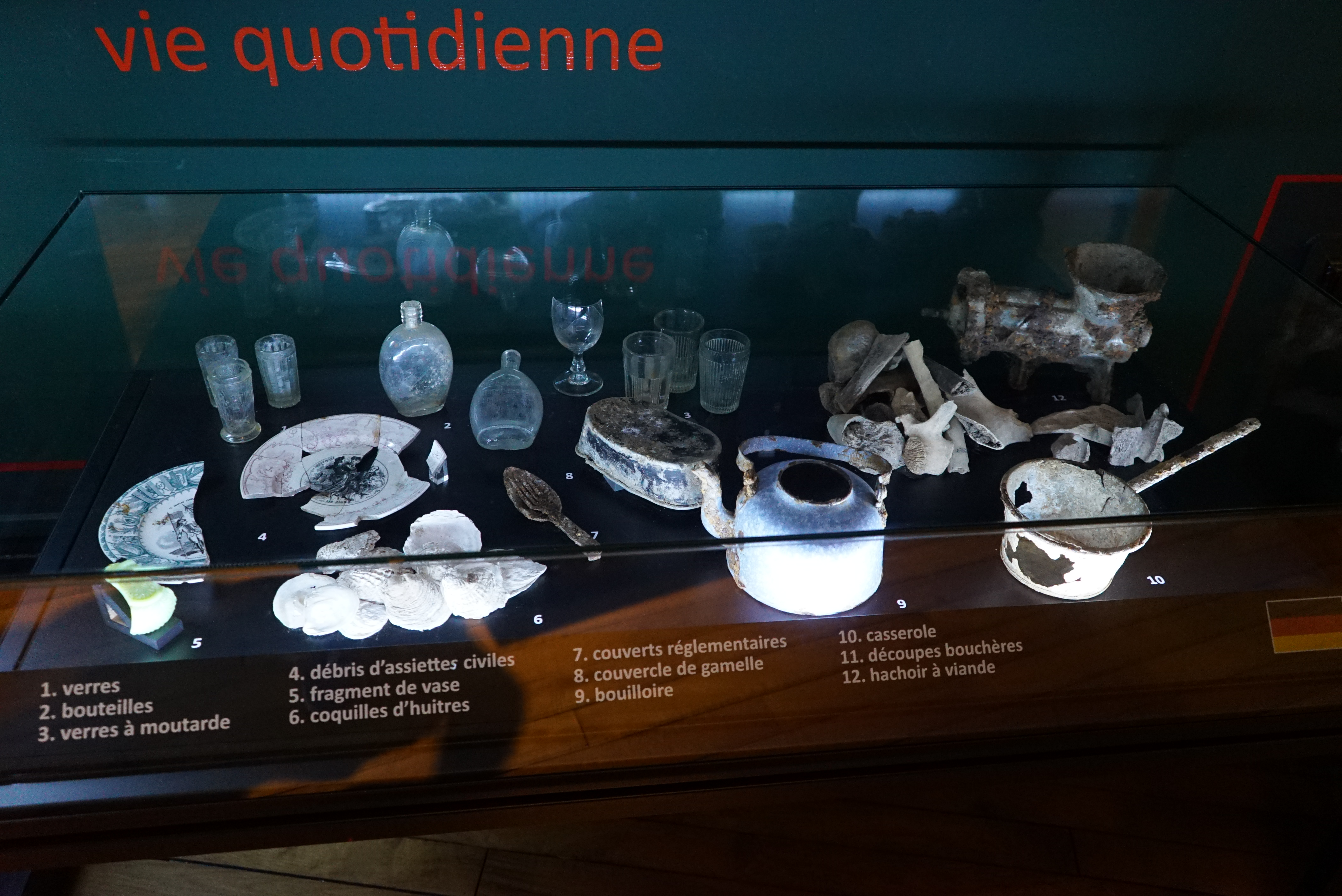
résultat de fouilles.

## Politique et administration
| Période                                  | Période   | Identité         | Étiquette | Qualité   |
| ---------------------------------------- | --------- | ---------------- | --------- | --------- |
| avant 1981                               | ?         | Guy Raulin       |           |           |
| mars 2001                                | mars 2008 | Christophe Rogie |           |           |
| mars 2008                                | 2020      | Suzanne Raulin   |           | Retraitée |
| 2020                                     | En cours  | Bernard Deguy    |           |           |
| Les données manquantes sont à compléter. |           |                  |           |           |

## Démographie
L'évolution du nombre d'habitants est connue à travers les recensements de la population effectués dans la commune depuis 1793. Pour les communes de moins de 10 000 habitants, une enquête de recensement portant sur toute la population est réalisée tous les cinq ans, les populations de référence des années intermédiaires étant quant à elles estimées par interpolation ou extrapolation. Pour la commune, le premier recensement exhaustif entrant dans le cadre du nouveau dispositif a été réalisé en 2004.

En 2022, la commune comptait 120 habitants, en évolution de +1,69 % par rapport à 2016 (Ardennes : −2,97 %, France hors Mayotte : +2,11 %).
| 1793 | 1800 | 1806 | 1821 | 1831 | 1836 | 1841 | 1846 | 1851 |
| ---- | ---- | ---- | ---- | ---- | ---- | ---- | ---- | ---- |
| 467  | 550  | 528  | 547  | 550  | 579  | 644  | 672  | 650  |

| 1866 | 1872 | 1876 | 1881 | 1886 | 1891 | 1896 | 1901 | 1906 |
| ---- | ---- | ---- | ---- | ---- | ---- | ---- | ---- | ---- |
| 698  | 682  | 729  | 683  | 660  | 662  | 677  | 629  | 624  |

| 1911 | 1921 | 1926 | 1931 | 1936 | 1946 | 1954 | 1962 | 1968 |
| ---- | ---- | ---- | ---- | ---- | ---- | ---- | ---- | ---- |
| 648  | 183  | 318  | 275  | 306  | 234  | 224  | 221  | 207  |

| 1975 | 1982 | 1990 | 1999 | 2004 | 2006 | 2009 | 2014 | 2019 |
| ---- | ---- | ---- | ---- | ---- | ---- | ---- | ---- | ---- |
| 165  | 140  | 109  | 118  | 128  | 129  | 128  | 124  | 117  |

| 2022 | - | - | - | - | - | - | - | - |
| ---- | - | - | - | - | - | - | - | - |
| 120  | - | - | - | - | - | - | - | - |

## Culture locale et patrimoine

### Lieux et monuments
- Église Saint-Martin d'Apremont.

### Personnalités liées à la commune
- Marie Nicolas LEGAND, caporal pontonnier durant la campagne de Russie, à contribué avec les 400 ouvriers pontonniers du Général d'Elbée, à la construction de ponts sur la Bérézina pour faciliter le retrait des troupes de la grande Armée de Napoléon à la suite de sa défaite lors de la bataille de la Bérézina. Il est le plus gradé des 6 seuls survivants de son unité et a été fait chevalier de la Légion d'Honneur[24].

### Héraldique
| Blason de Apremont | Blason  | Tranché : au 1er d'azur à trois besants d'or ordonnés en orle, au 2e burelé d'or et de gueules de douze pièces, sur le tout d'or à la tête arrachée de lion couronnée d'azur. |
| Blason de Apremont | Détails | Le statut officiel du blason reste à déterminer. |